# Megascapheus townsendii
Megascapheus townsendii is een zoogdier uit de familie van de goffers (Geomyidae). De wetenschappelijke naam van de soort werd voor het eerst geldig gepubliceerd door Bachman in 1839.

## Voorkomen
De soort komt voor in de Verenigde Staten.